# Isohypsibius borkini
Espèce
Isohypsibius borkini est une espèce de tardigrades de la famille des Isohypsibiidae.

## Distribution
Cette espèce est endémique du Kirghizistan. Elle se rencontre dans les monts Tian.

## Description
L'holotype mesure 425,6 µm

## Étymologie
Cette espèce est nommée en l'honneur de Leo J. Borkin.

## Publication originale
- Tumanov, 2003 : Isohypsibius borkini, a new species of Tardigrada from Tien Shan (Kirghizia) (Eutardigrada: Hypsibiidae). Genus (Wroclaw)), vol. 14, no 3, p. 439-441 (texte intégral).